# Accionament mecànic

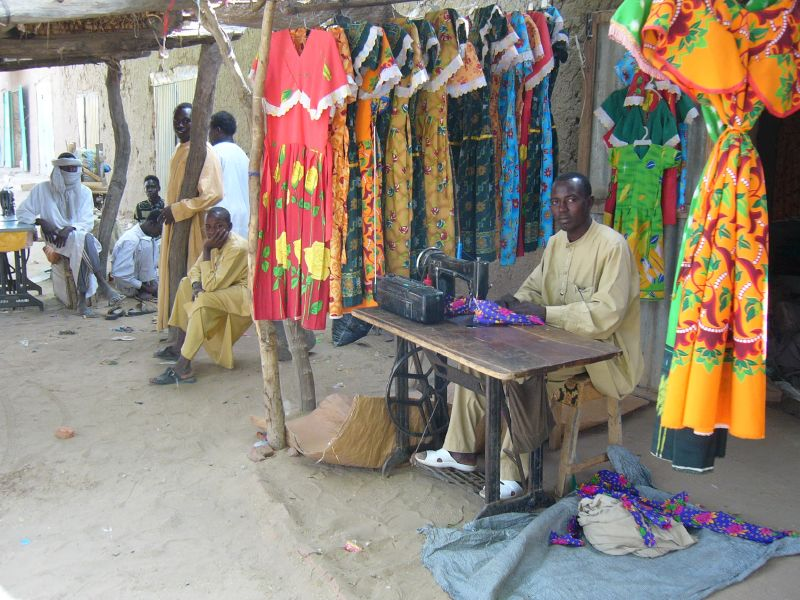
Màquina de cosir accionada mecànicament amb els peus de l'usuari. En aquest cas un sastre al Txad.

En mecànica, l'expressió genèrica accionament mecànic pot ser emprada per a designar un conjunt de mecanismes basats en l'energia muscular humana (o animal, en general); mecanismes que permeten la posada en marxa i el manteniment d'un moviment alternatiu o rotatori indispensable per al correcte funcionament d'alguna màquina.
Els mecanismes i accionaments mecànics similars als de les màquines de cosir o els torns de peu tenen una denominació genèrica en anglès: treadle.

## Història

Teler de pedals.

Abans del descobriment de la màquina de vapor, l'accionament de màquines o mecanismes senzills es basava en l'energia eòlica, l'energia hidràulica i l'energia animal (humana o d'animals domèstics). En aquest darrer cas, hi ha una munió de màquines i de mecanismes que poden classificar-se com a accionats mecànicament.
Cada cas particular necessita un estudi especialitzat.

### Classificació
Basada en els moviments d'entrada i sortida hi ha una classificació general dels accionaments mecànics:
- entrada alternativa i sortida alternativa
- entrada alternativa i sortida rotativa
- entrada rotativa i sortida rotativa
- entrada rotativa i sortida alternativa

## Exemples
Per norma general, els accionament manuals més antics són molt senzills. A diferència de mecanismes moderns més elaborats. La diferència entre una eina manual (martell, destral, ...) i un dispositiu amb accionament mecànic és, precisament, l'existència d'un mecanisme intermedi entre l'aplicació de la força (energia) i el moviment final.

### Torn de terrissaire
El típic torn de terrissaire és d'eix vertical. L'operari, assegut davant del torn fa girar un volant amb la planta del peu descalç. El volant està unit a la taula de modelar per un eix vertical. Volant i plataforma de modelar són entre si paral·lels.

### Torn de repussar
Els primitius torns de repussar, moguts per energia humana, només eren útils per a conformar aliatges fàcilment deformables en fred. Els usuaris típics eren els estanyers.

### Teler
Els primers telers artesanals funcionaven sense cap mecanisme. Un primer progrés fou l'invent de la llançadora accionada mecànicament, anomenada llançadora volant.

### Sínia
Tot i que hi ha moltes versions possibles, una sínia mediterrània típica consta d'algunes elements tradicionals:
- La força motriu és un animal de tir (mula, ase, bou…) que camina per una pista circular. L'animal està junyit a una palanca horitzontal (que forma part del mecanisme de la sínia) mitjançant un collar adequat. El mateix animal acostuma a anar amb els ulls embenats, per tal d'evitar possibles problemes secundaris (mareig, avorriment, distraccions…)
- La palanca horitzontal està unida a un arbre vertical.
- L'arbre vertical transmet el moviment (i la potència) a una roda de llanterna disposada horitzontalment. Arbre i roda formen un conjunt.
- La roda de llanterna transmet el moviment a la roda de catúfols (disposada verticalment i amb eix - o arbre- horitzontal).
- Amb el moviment de la roda de catúfols, parcialment submergida en l'aigua del pou, els catúfols van agafant aigua.
- En arribar a un cert angle, cada catúfol vessa l'aigua a una canal o séquia que porta l'aigua a un dipòsit o distribuïdor.

Resumint: una sínia és basa en un accionament mecànic del tipus moviment circular-moviment circular.

### Cigonyal per a regar
Una poalanca, cigonyal o shaduf és una màquina simple que empra l'energia humana per a pouar aigua mitjançant un mecanisme de contrapès.

### Bombes d'aigua "manuals"

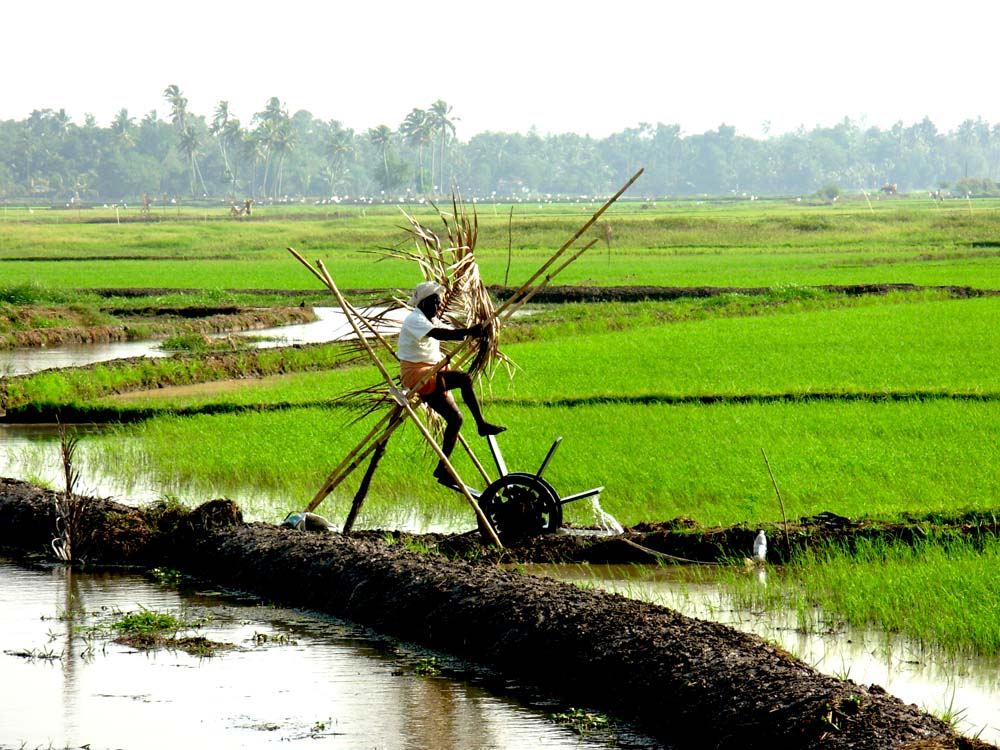
Roda hidràulica accionada amb els peus, a Kerala.

La necessitat de regar obliga, en molts casos, a bombar aigua des d'un nivell inferior fins a l'altura de la superfície que s'ha de regar. L'únic sistema econòmic tradicional era emprar l'energia humana. Hi ha diversos sistemes de bombar aigua basats en màquines o mecanismes que comporten, per definició, un accionament mecànic.
Un dels sistemes primitius es basa en un accionament directe amb les cames d'una roda hidràulica. Una roda vertical es fa girar per l'operari empenyent amb les cames unes palanques disposades radialment. Aquesta mena de rodes encara són usades actualment a Egipte, Vietnam i altres indrets.

#### Baromotor Bozèrian
Aquesta màquina es basava en el desplaçament del pes de l'operari.

### Molinets manuals

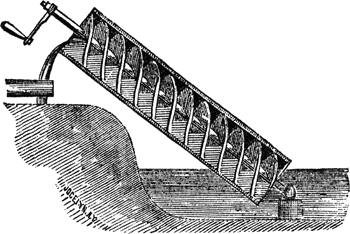
Cargol d'Arquimedes d'accionament manual. (És important evitar el fregament de la manissa o maneta contra la mà de l'operari. L'únic que cal és que el mànec giri balder sobre l'eix).
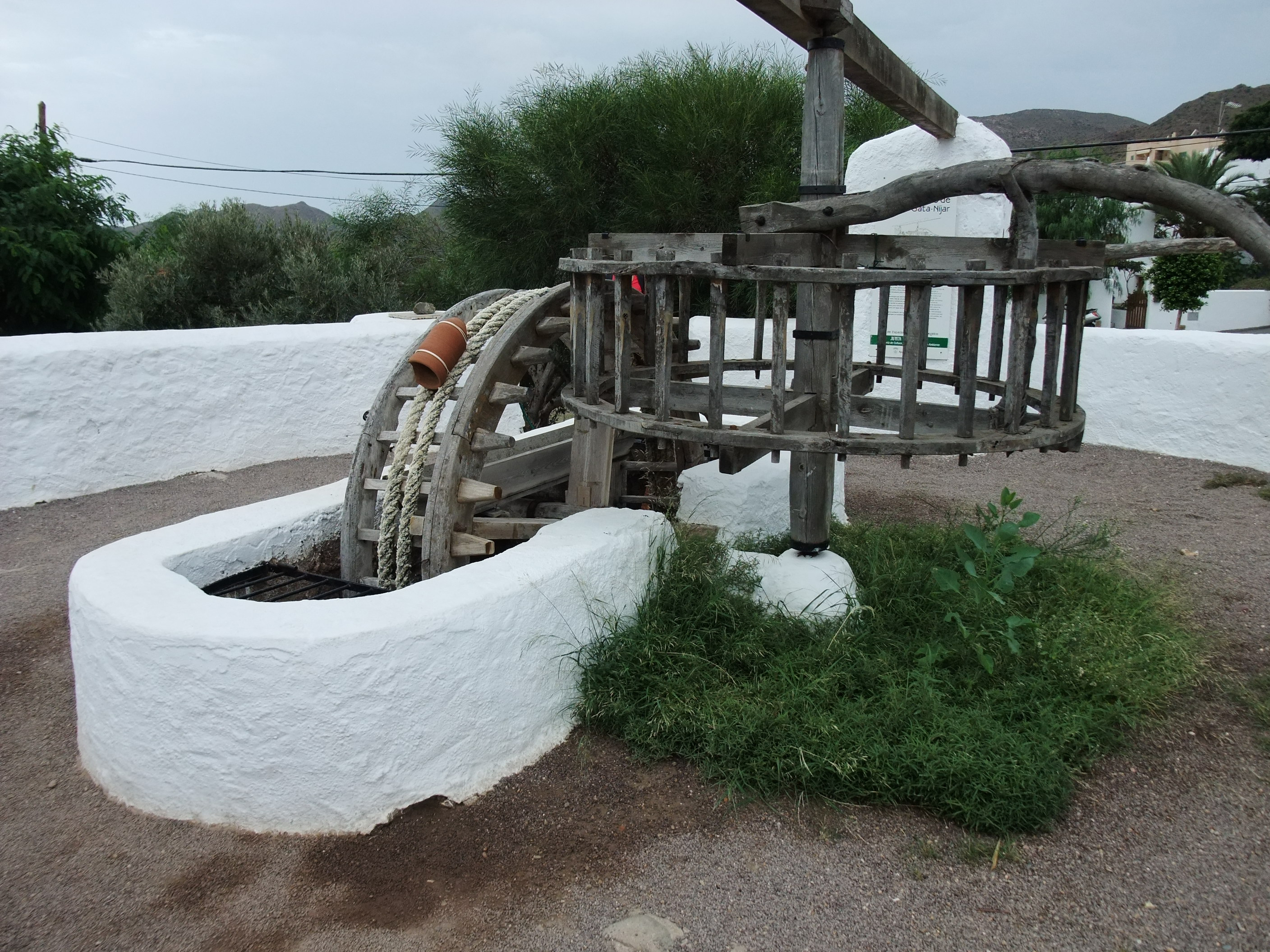
Sínia mediterrània típica
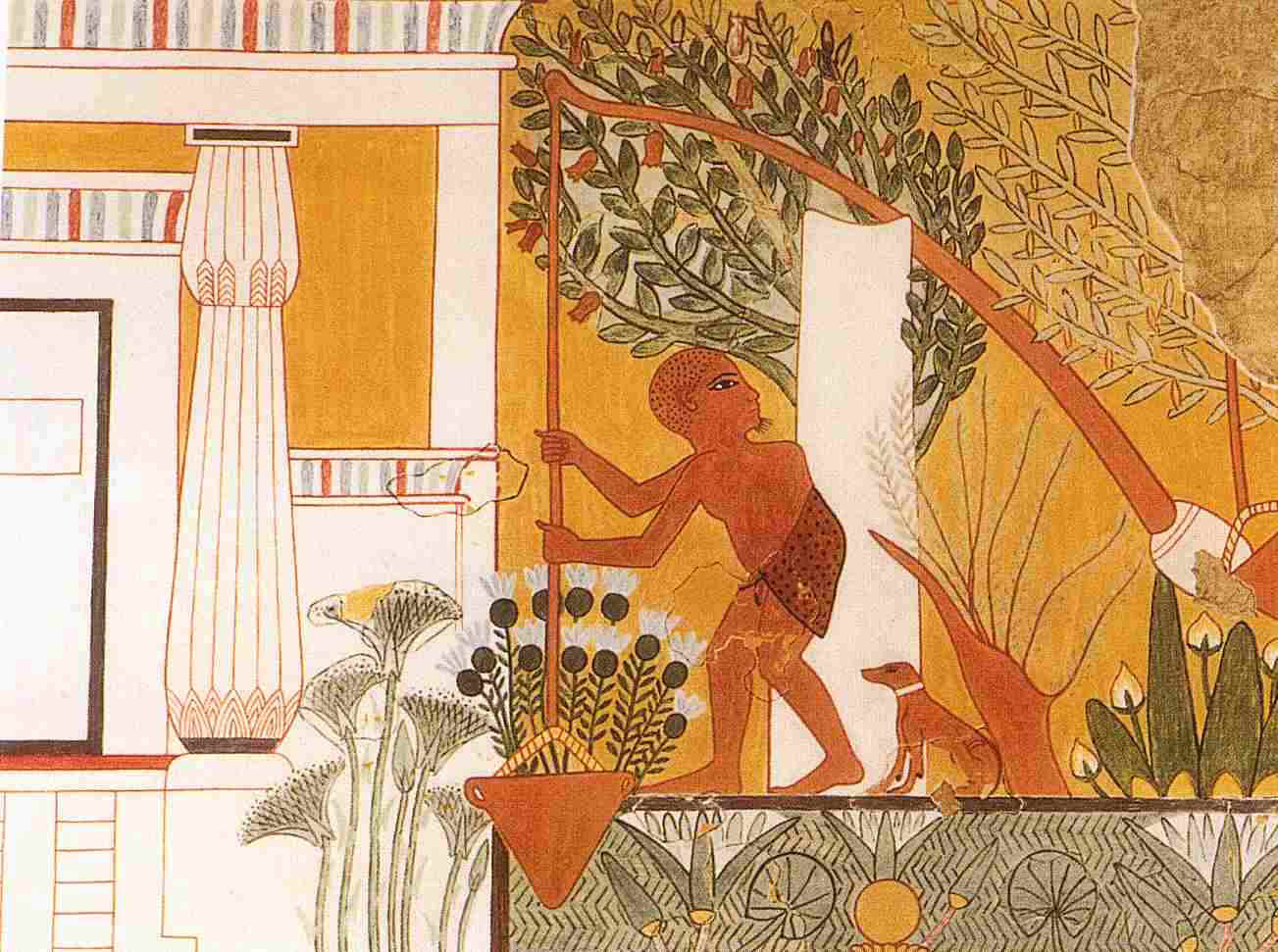
Poalanca representada en un fresc egipci.
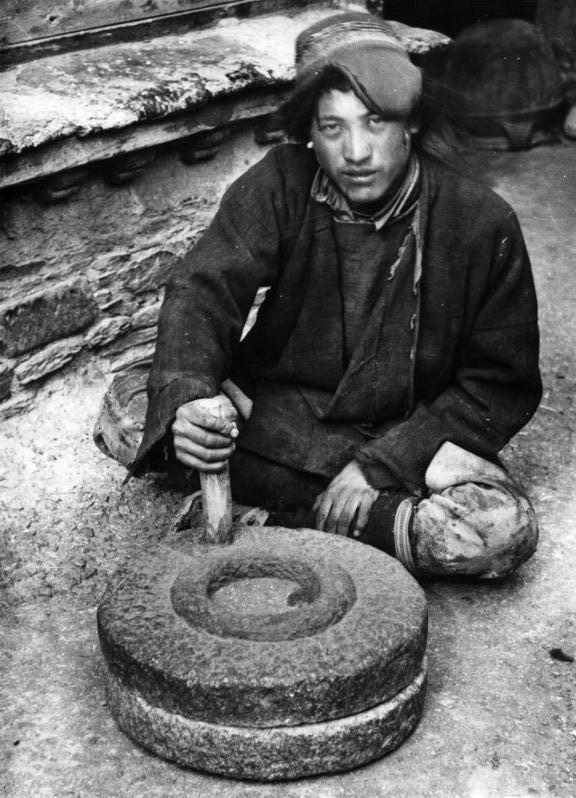
Molinet tibetà d'accionament manual. (Aparentment el mànec és rígid i frega sobre la mà).

### Màquina de cosir

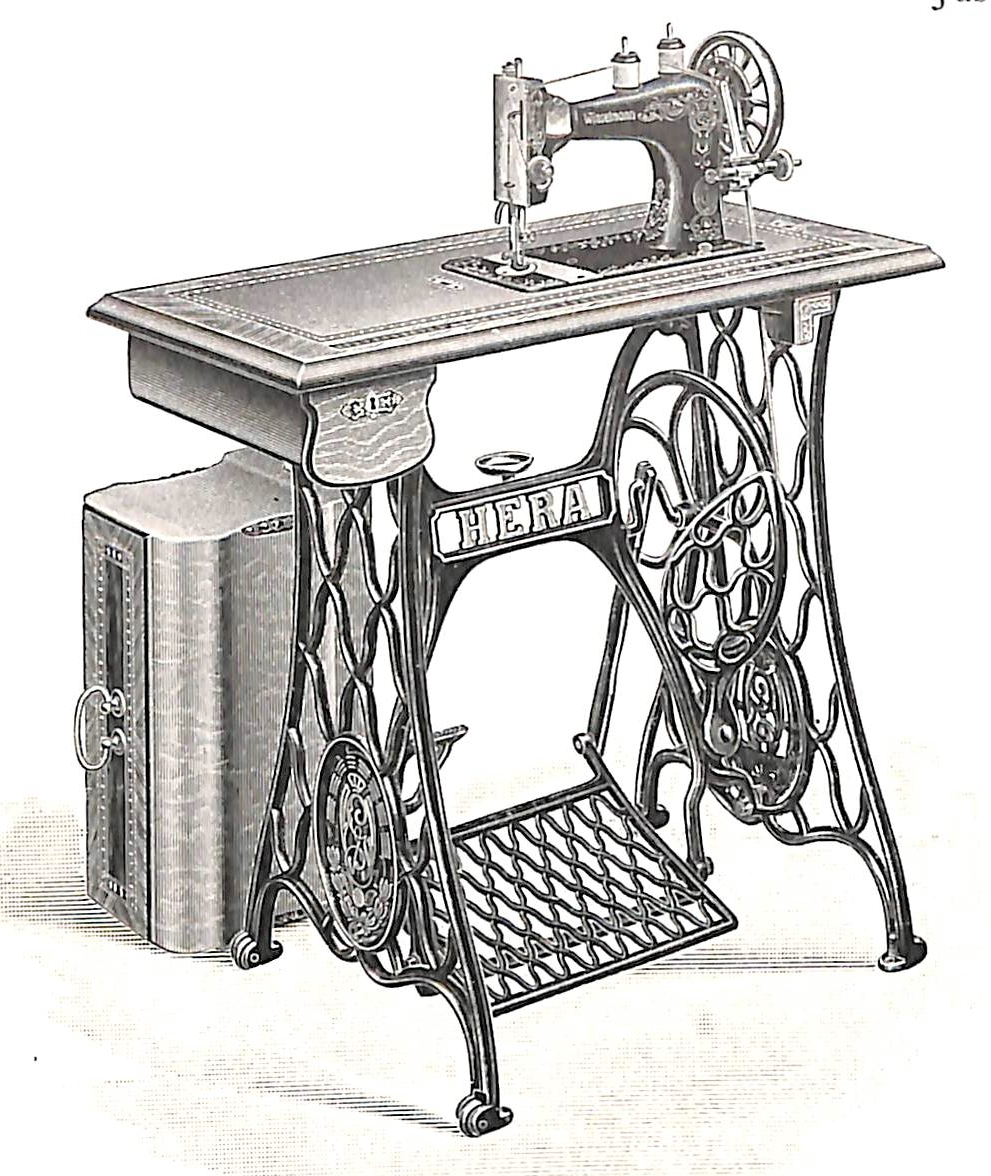
Màquina de cosir de pedal.

Les màquines de cosir tradicionals eren accionades mecànicament. El moviment alternatiu dels peus (seguint tècniques diverses) de la persona que cosia sobre el "pedal" (més aviat un plafó rectangular de ferro colat, amb moltes perforacions) muntat sobre dos eixos per la part central (un a cada banda), provocava un moviment alternatiu del pedal, girant parcialment sobre els eixos. En un dels extrems del pedal hi anava muntada una biela. L'altre extrem de la biela anava a parar a una palanca solidària del volant-politja. De manera semblant a la biela d'un motor d'automòbil de pistons, la biela de la màquina de cosir provocava el gir de la politja-volant. La transmissió final s'efectuava mitjançant un cordó de cuir tancat sobre si mateix amb una grapa. El cordó-corretja de cuir transmetia el moviment del volant-politja (allotjant-se en una ranura perifèrica) cap a la politja més petita de recepció.
- El moviment d'entrada era alternatiu.
- El moviment de la politja d'entrada a la màquina (i el moviment del volant-politja) era rotatori.
- El moviment de l'agulla de cosir era alternatiu i molt més ràpid que els dels peus de la persona.

### Torn de peu
Hi ha dues varietats de torn de peu:
- En la primera (més senzilla i primitiva), la peça a tornejar gira alternativament de forma parcial.[16]
- En el segon tipus, la peça gira de manera contínua. A partir d'un mecanisme semblant al de les màquines de cosir.

### Politges i ternals
Basats en la politja hi ha una munió de mecanismes i dispositius tradicionalment moguts per la força animal. Des del punt de vista de l'accionament, aquests mecanismes poden ser accionats per una persona (amb mans i braços, sense desplaçar-se, com la típica corda i politja d'un pou) o per diverses persones o animals, sovint amb desplaçament tot i estirant una o diverses cordes.
Alguns exemples són els següents:
- Politja i corda d'un pou.[17]
- La guindaressa o conjunt de bossells per a hissar l'antena d'una vela llatina.[18]
- Palanquí de treure barques, format per politges o talloles.[19]
- Sistema de politges de l'escota d'un Patí de vela  o d'altres velers.[20]

### Bicicleta

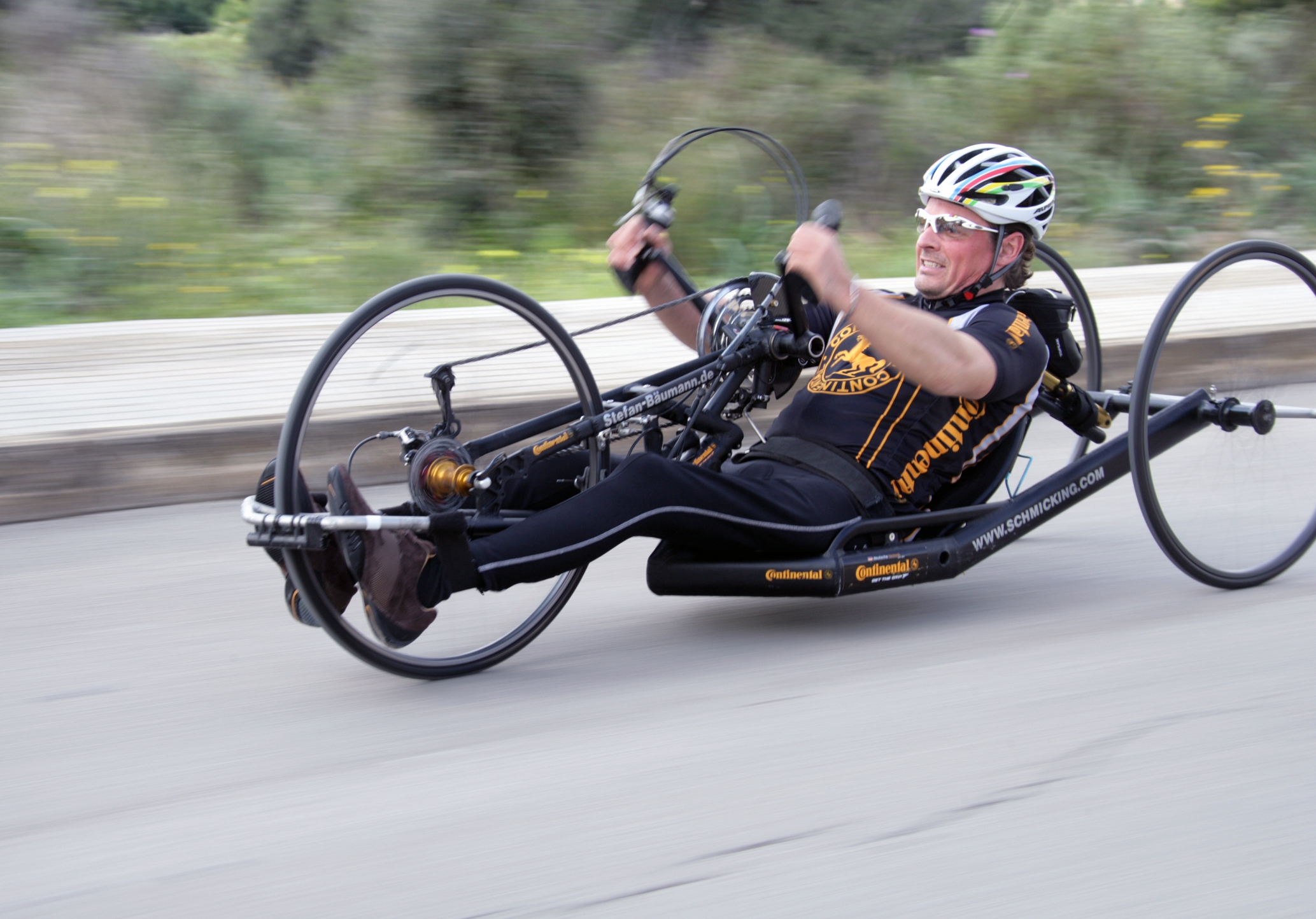
Tricicle accionat amb els braços.

Les bicicles normals són accionades mecànicament pel seu usuari. El moviment alternatiu de les cames fa girar el plat i (directament o mitjançant un canvi amb diverses velocitats) aquest fa girar un pinyó solidari de la roda. Des del plat fins al pinyó hi ha una cadena: es tracta d'una transmissió per cadena.

#### Casos especials
Hi ha bicicletes sense cadena, bicicletes amb transmissió alternativa, bicicletes amb transmissió hidràulica,... i moltes altres variants.

### Tricicles d'accionament manual
Per a usos esportius i altres, hi ha tricicles accionats amb els braços. Generalment permeten i/o requereixen el moviment sincronitzat d'ambdós braços. Cada braç segueix un moviment alternatiu però, de manera semblant a una biela articulada, les mans tancades sobre les manetes descriuen una trajectòria circular. Les mans giren al mateix temps, com en una imatge especular.

### Monopatí
Desplaçar-se i evolucionar amb un monopatí convencional implica una sèrie d'accions determinades. Una de les més senzilles és la d'impulsar-se amb el peu en desplaçaments per pistes planes o amb pendent en contra.
- Hi ha monopatins amb un sistema de propulsió que requereix un accionament específic a partir de l'oscil·lació del cos de l'usuari. No cal tocar el terra amb el peu.[22][23]

### Rem
L'acció de remar amb una pagaia o doble pala no suposa cap acció mecànica, pel fet de l'absència de mecanisme. L'ús de l'escàlem (el punt de suport d'un rem convencional) implica un mecanisme simple i una mecànica específica i complexa en l'acció del remer.
Hi ha mecanismes més elaborats relacionats amb els rems:
- El remar a la galotxa, en què un rem és accionat per diversos remers.[24]
- El mecanisme de remar mirant cap a proa.[25][26]
- Remer mirant cap a proa amb rems suportats a l'extrem i estirats per la canya.[27]
  - També és possible remar mirant cap a proa, sense cap mecanisme especial.
- Remar amb banc mòbil.[28]
- Remar amb escàlem mòbil (actualment prohibit en competicions).[29][30]
- Cinglar[31][32] amb un únic rem convencional des de popa ("godiller" o “goudiller” en francès), en gussis i barques petites.[33][34]
  - Remar i cinglar amb una pala en coracles i embarcacions similars
- El remar d'un gondoler.[35]
- Remar amb un rem especial, “yuloh”, a la xinesa.[36][37]
- Remar amb una cama (la persona que rema va damunt la canoa, a proa, dreta sobre una cama; l'altra cama agafa el rem juntament amb un braç i cal remar guardant l'equilibri).[38]

### Manxa de fornal

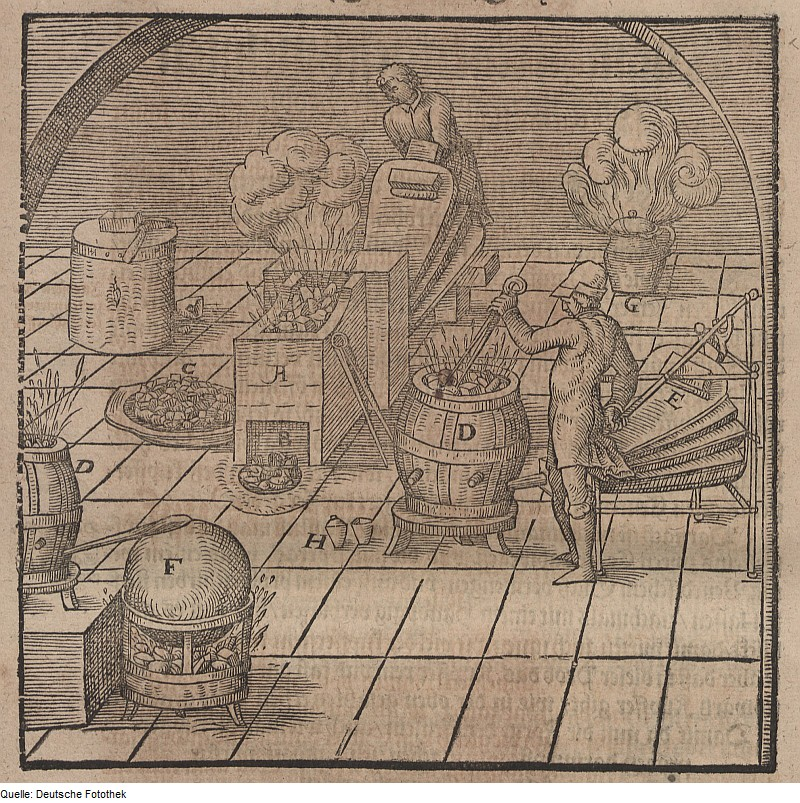
Gravat d'una manxa de fornal accionada per un ajudant del ferrer.

En una fornal tradicional, la peça ferro o acer és escalfada fins a quedar roent. D'aquesta manera el ferrer la pot forjar sobre l'enclusa mentre estigui calenta. És indispensable activar el foc (i la temperatura de forja) mitjançant una manxa. Les manxes tradicionals s'accionaven mecànicament, amb el braç o la cama del mateix ferrer o d'un ajudant.
- Les manxes petites funcionaven amb un moviment alternatiu
- El moviment d'entrada era, també alternatiu
- El mecanisme acostumava a ser molt senzill o, en alguns casos, inexistent
- Els sistemes pensats per a un operari únic, acostumaven de tenir un contrapès o molla. Així, l'operari només feia força en un sentit (estirant una corda o prement un pedal)

### Bomba de sentina
Les embarcacions construïdes amb el sistema tradicional de fusta eren (i encara són) propenses a "fer aigua". Això és: a patir petites infiltracions o vies d'aigua més importants que provoquen un cert nivell d'aigua acumulada a la sentina. Des de temps molt antics (fenicis, grecs i romans) els vaixells d'una certa grandària disposaven de trompes d'esgotar o bombes de sentina. Hi ha diverses menes de bombes de sentina, típicament accionades per força humana.

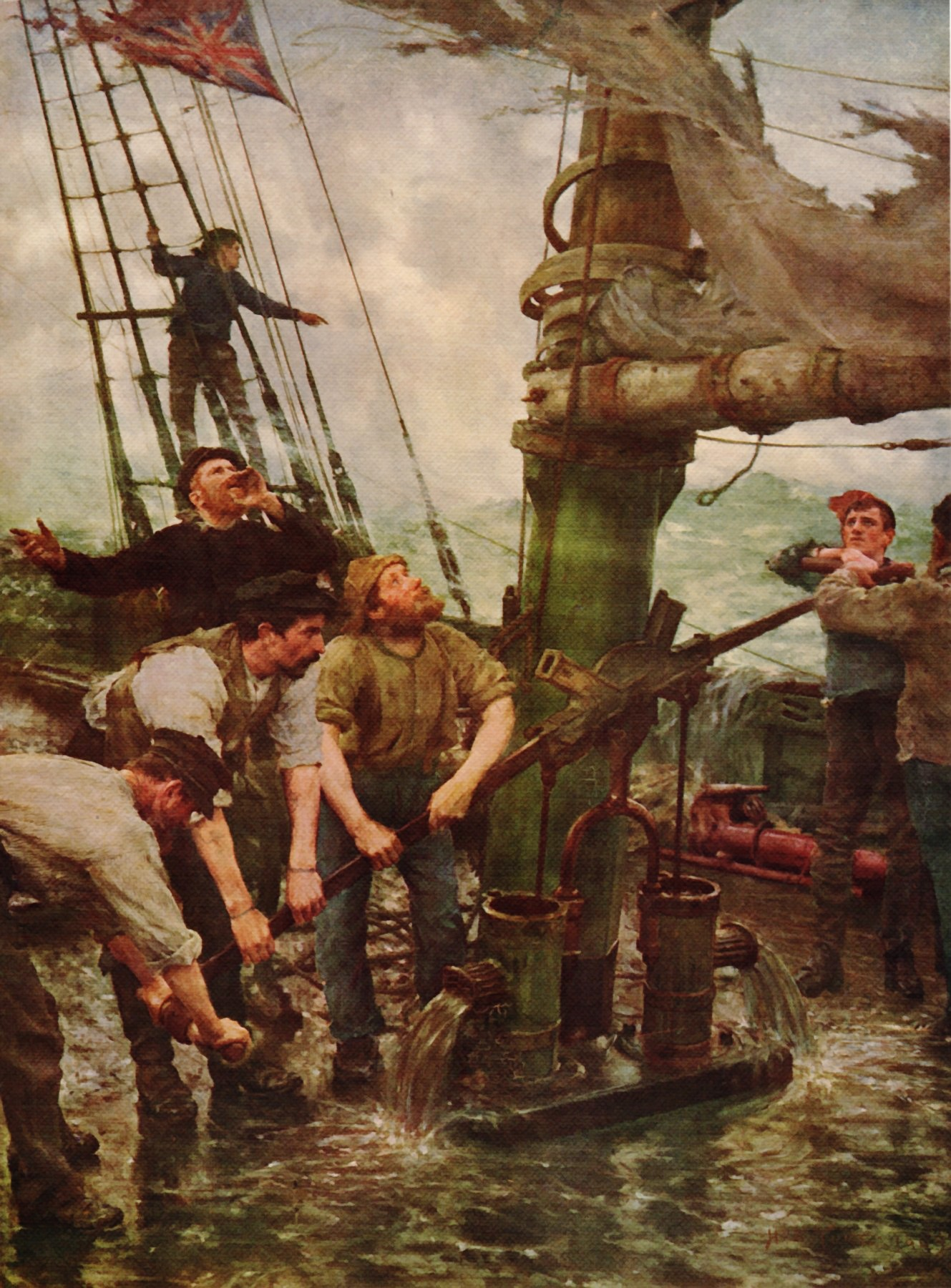
Pintura que representa una bomba de sentina (de doble cos) en un vaixell.

### Moles

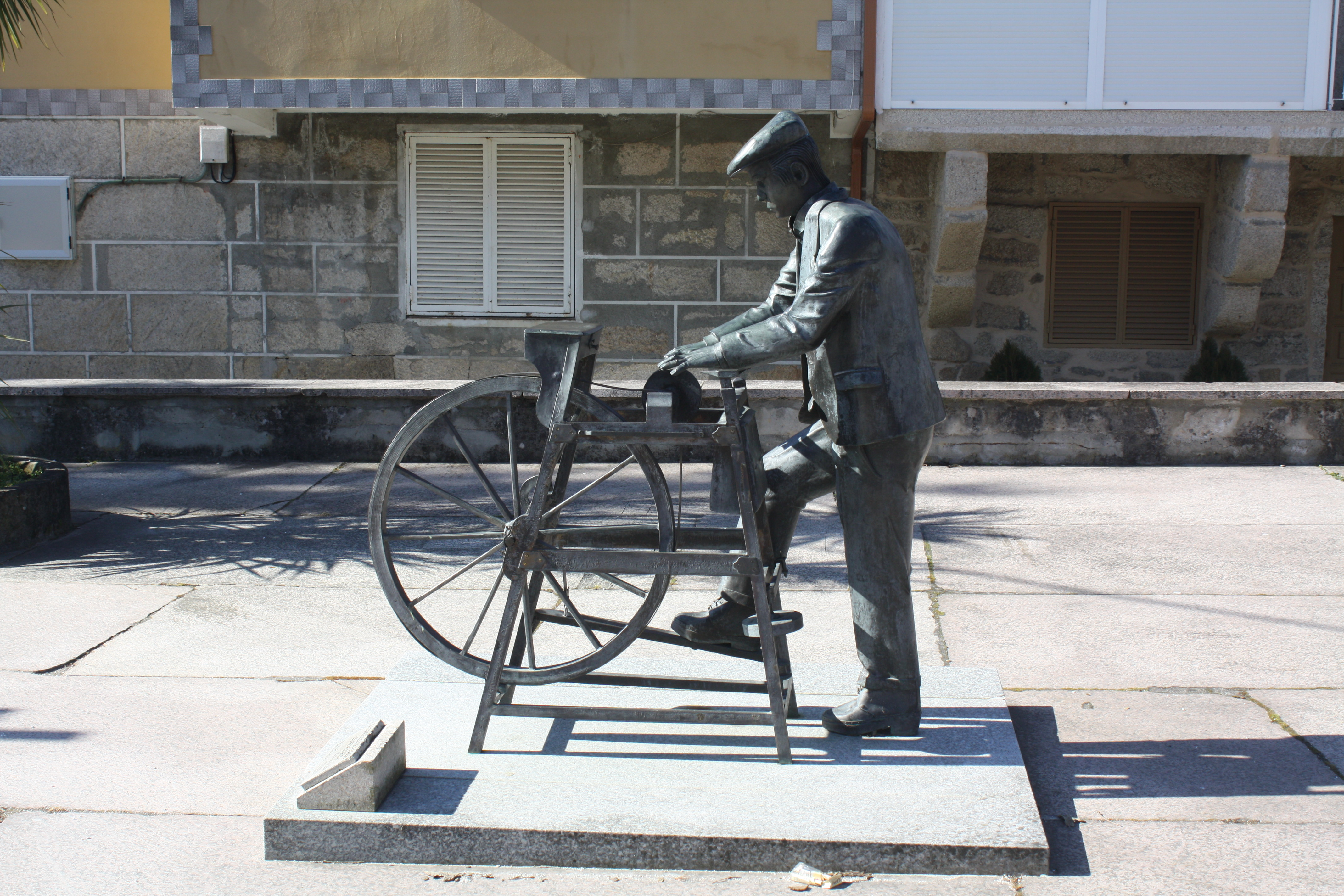
Escultura d'un esmolet a Galícia. Amb la típica mola accionada amb el peu.

Les moles d'esmolar, fixes en un obrador o ambulants, anaven accionades mecànicament amb energia humana. Les màquines dels esmolets tenien solucions molt enginyoses (vegeu la figura). L'esmolet les feia anar amb el peu. Quan acabava la feina, desmuntava la corretja i feia servir la roda-volant per a desplaçar la màquina com un carretó, viatjant a peu per les contrades on exercia el seu ofici.

### Eines manuals amb mecanisme
No sempre és fàcil distingir una eina manual simple d'una eina manual dotada d'algun mecanisme que permeti catalogar-la en la categoria de les eines accionades mecànicament. En la major part de casos la diferència és sensible.
- Filaberquí
  - Filaberquí de vaivé.

- Encenedor de volant i corda embolicada. El mecanisme pot usarse com a filaberquí, per a foradar.[41][42]

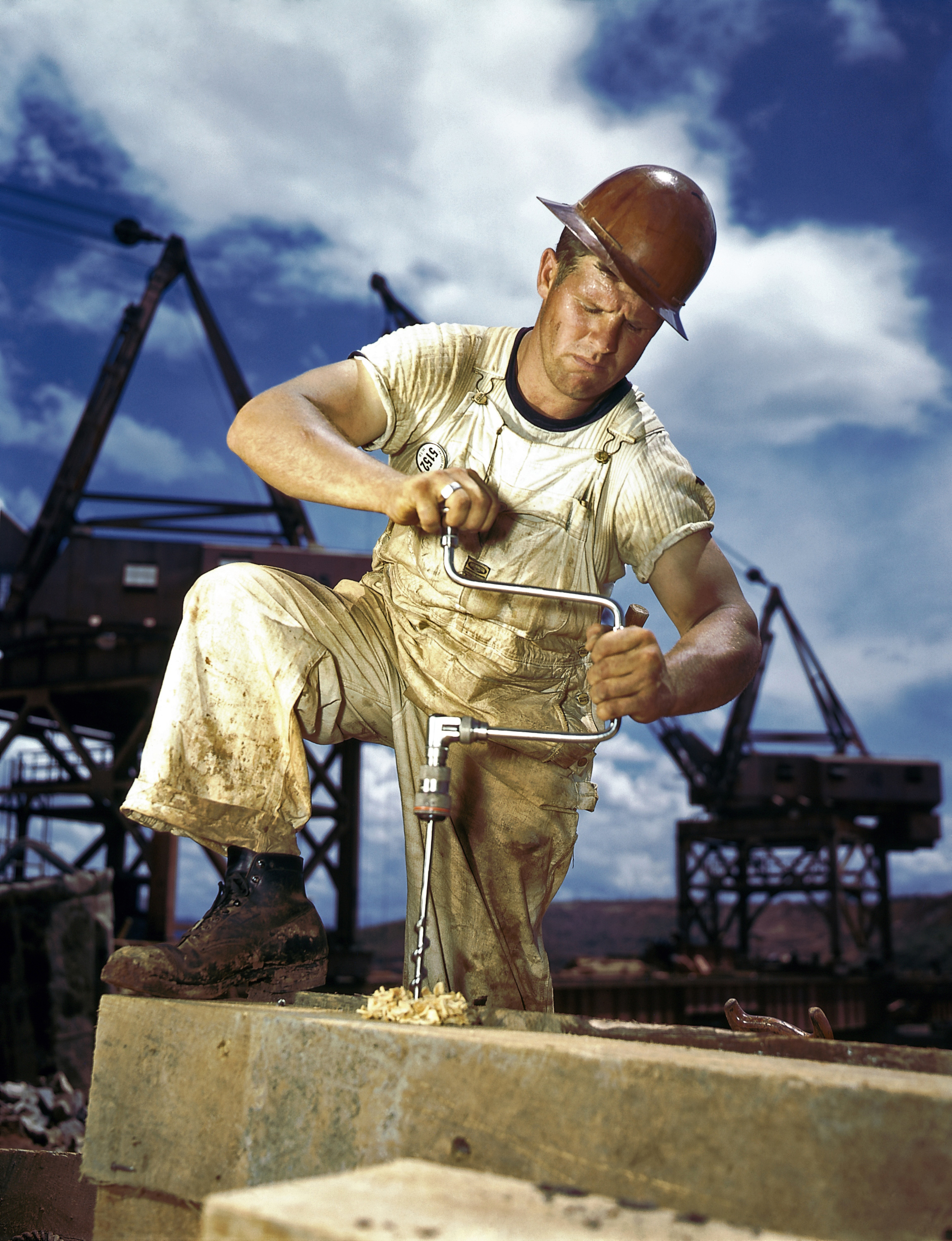
Operari foradant fusta amb un filaberquí
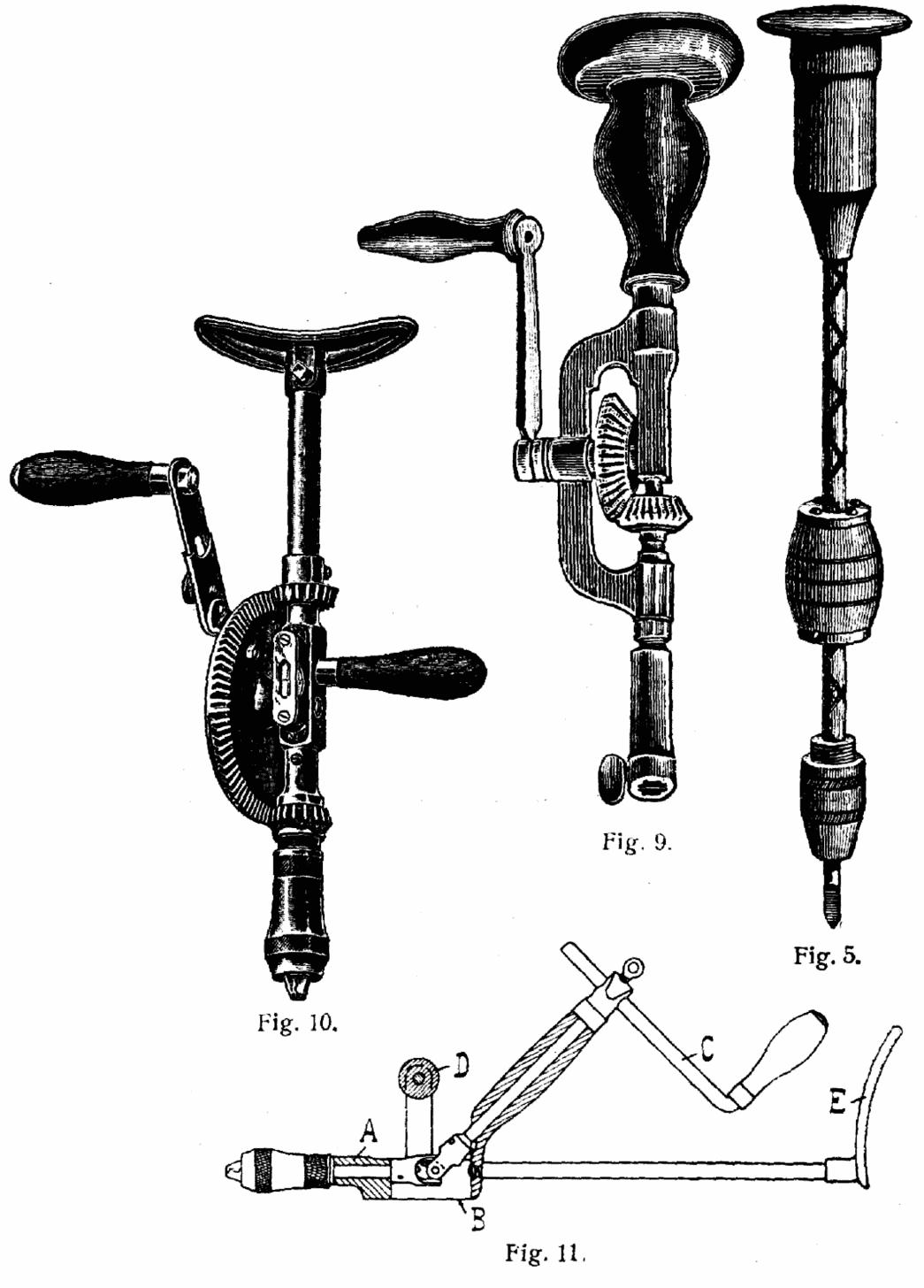
Filaberquí de roda dentada i pinyó
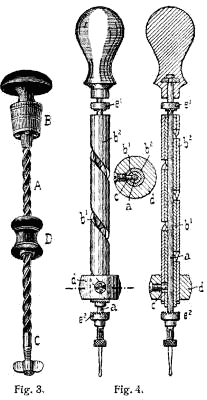
Filaberquí de vaivé. Pot usar-se com a tornavís (substituint la broca per una punta adequada)

- Serra de vogir de peu
- Serra de vogir de mà

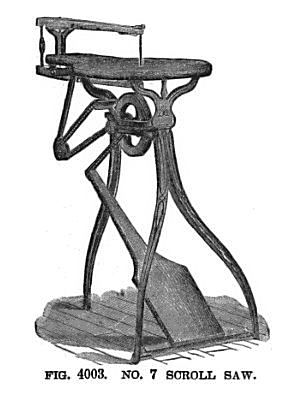
Serra de vogir accionada amb el peu
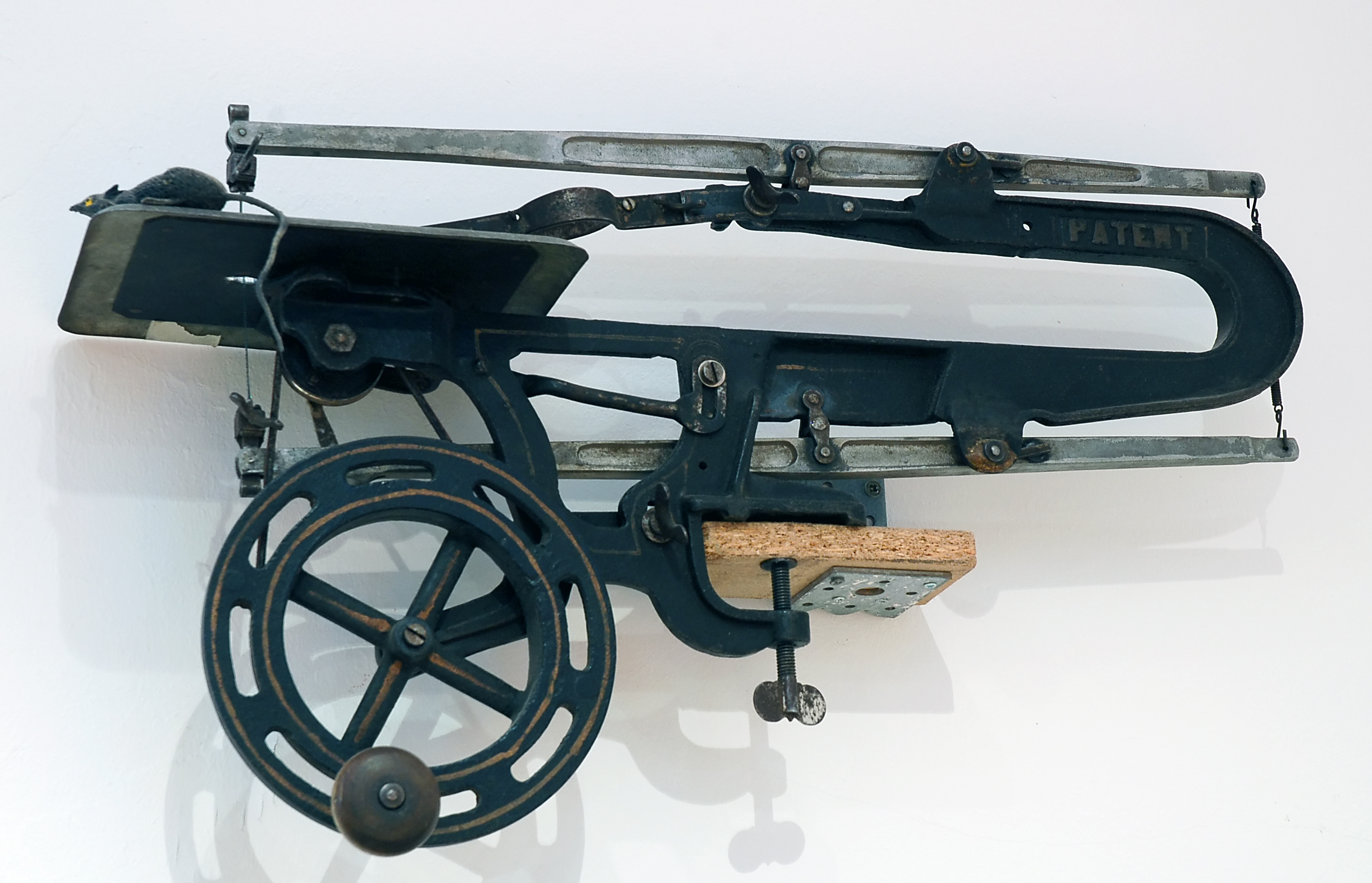
Serra de vogir accionada amb la mà
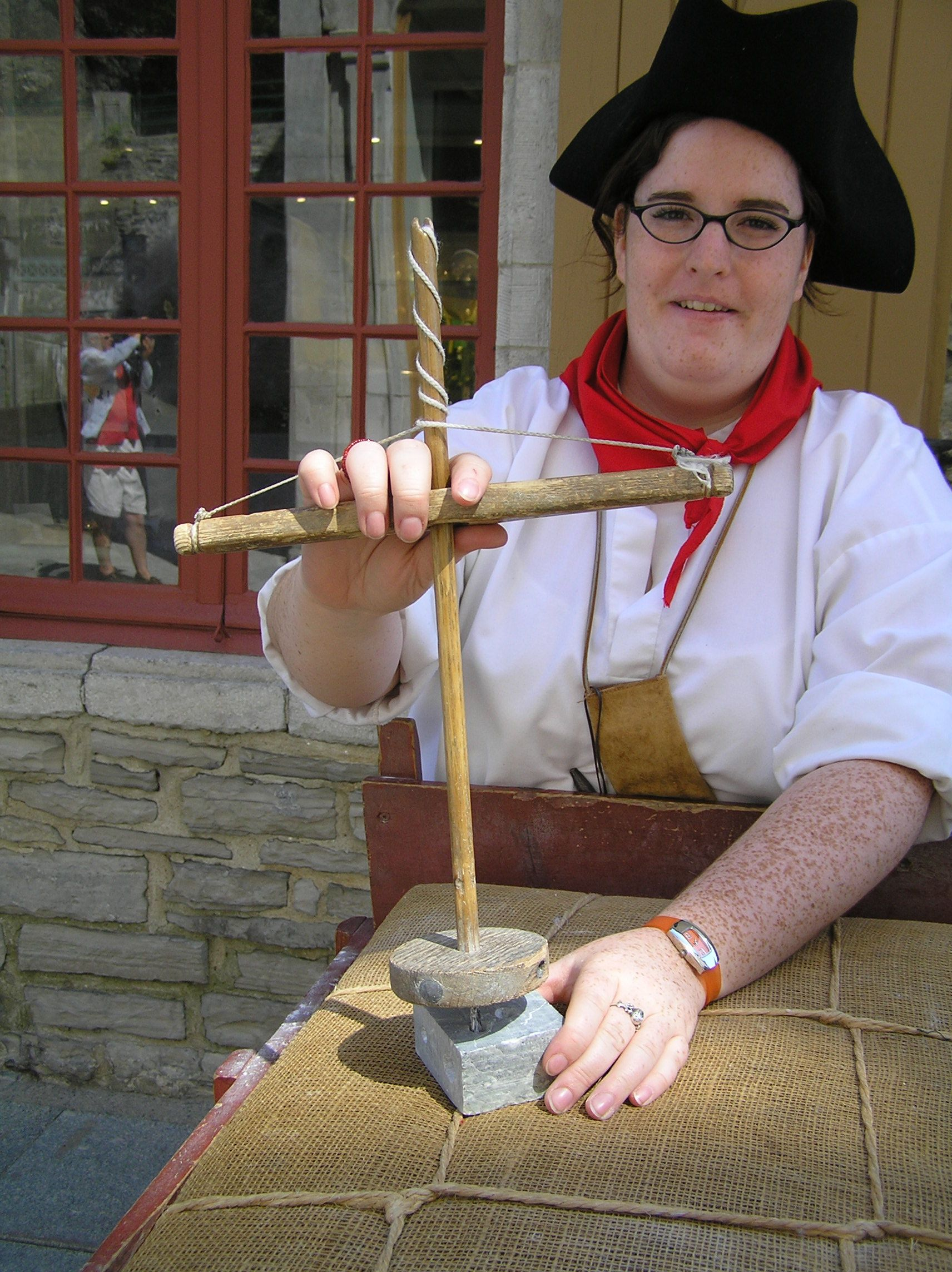
Filaberquí alternatiu amb volant i corda embolicada.

## Màquines tradicionals

### Argue

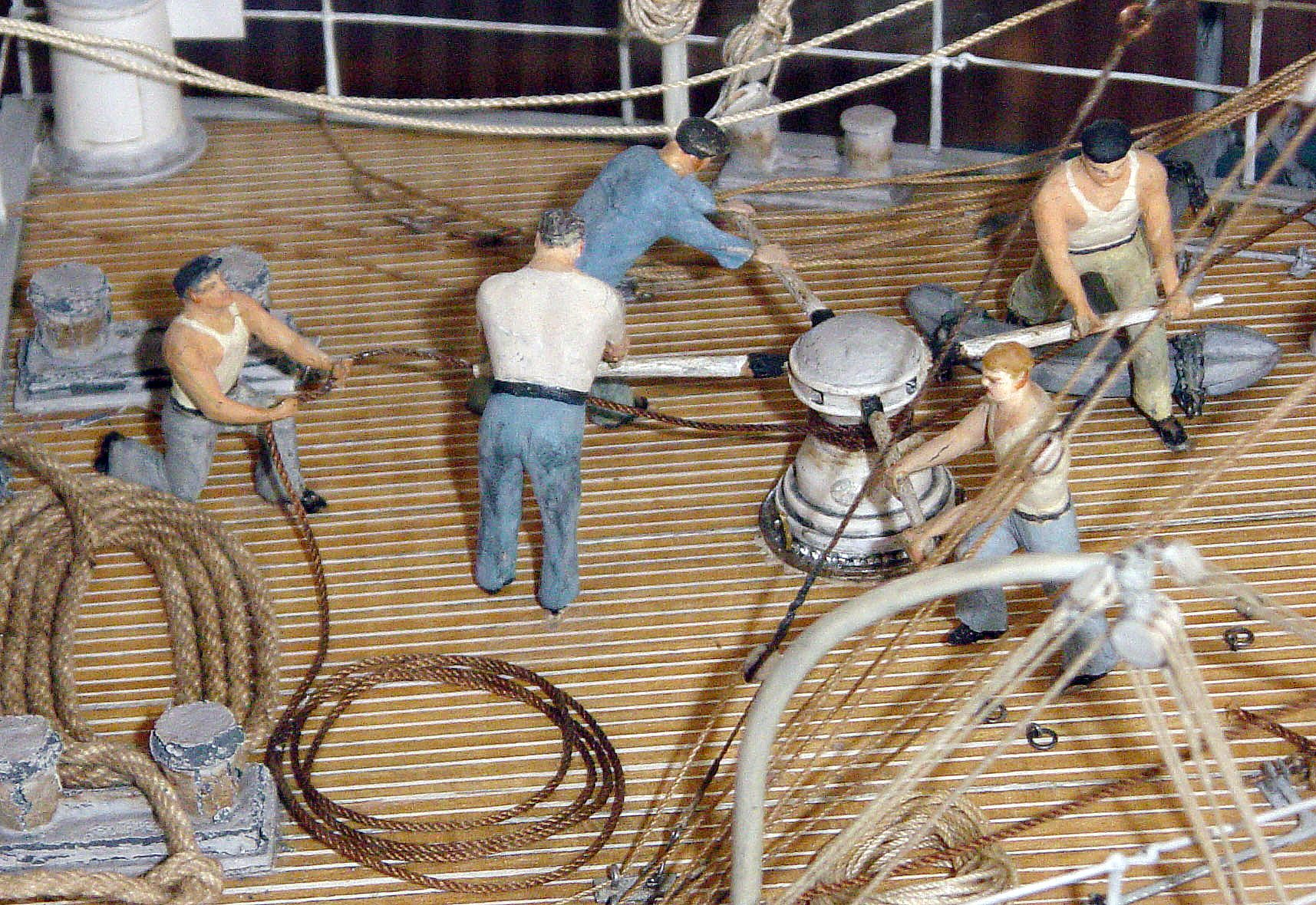
Model a escala de mariners treballant un argue o cabrestant.

Hi ha moltes menes d'argues. La principal classificació deriva de l'orientació del seu eix: hi ha argues d'eix vertical i argues d'eix horitzontal. N'ha d'accionats a motor i n'hi moguts per energia manual, que són els que es consideren en aquest article.
- Els argues més coneguts són els d'eix vertical que portaven els vaixells. Típicament s'usaven per a llevar l'àncora o realitzar forces molt grans, estirant d'una corda.
  - El sistema de funcionament és peculiar i força interessant: la força es transmet mitjançant una corda; aquesta corda, un cop enrotllada tres o quatre voltes al voltant del tambor, pot exercir una força molt gran en un dels seus caps, mentre que l'altre cap és retingut amb una força mínima; en girar l'argue, la part de la corda que treballa es va cargolant al voltant del tambor i un operari auxiliar fa recollint la part de la corda que no treballa i que es descargola del tambor.

### Torn d'elevació
Un torn elevador o torn de corró és molt semblant a un argue, amb la diferència que l'eix del corró és horitzontal mentre que el tambor de l'argue és vertical.
- En els torns d'elevació típics, l'extrem de la corda anava fixat al corró i la part que treballava s'anava cargolant.
  - També eren usuals els torns de corró diferencials.[44]

### Grues antigues
En algunes grues antigues, romanes i medievals, l'accionament era el resultat de caminar per dins d'una gran roda un o diversos operaris.

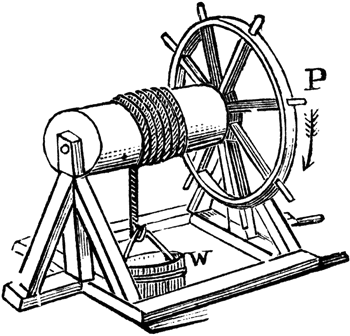
Torn de corró i roda
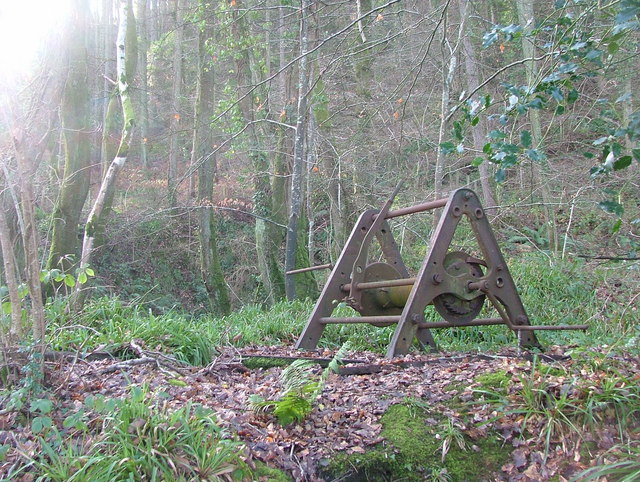
Torn de corró amb manetes laterals
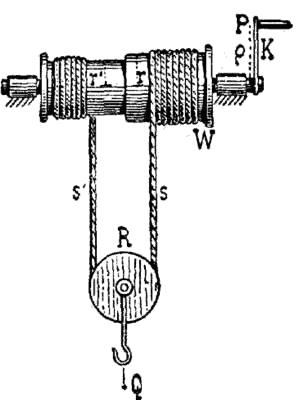
Torn diferencial.
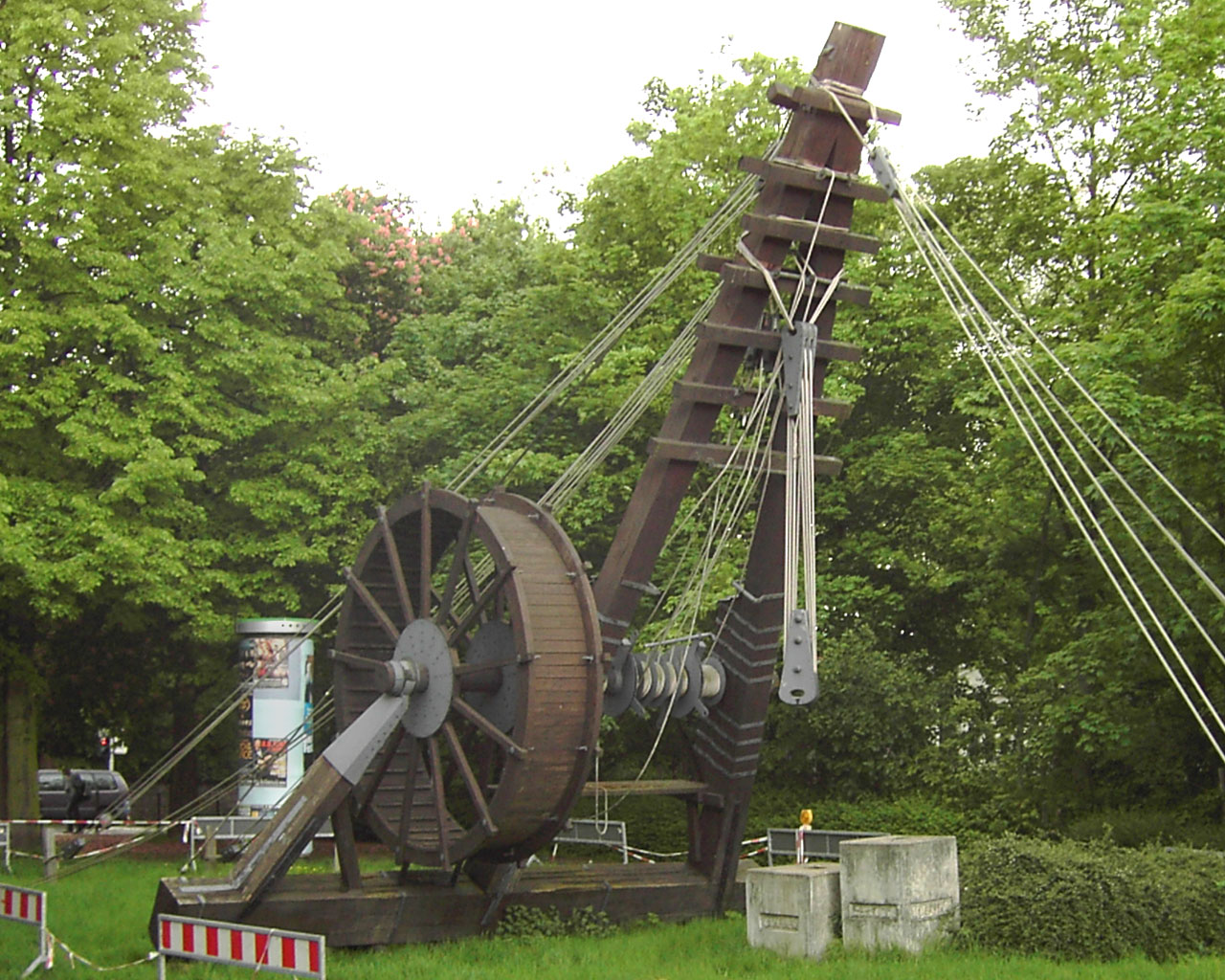
Reproducció moderna d'una grua romana
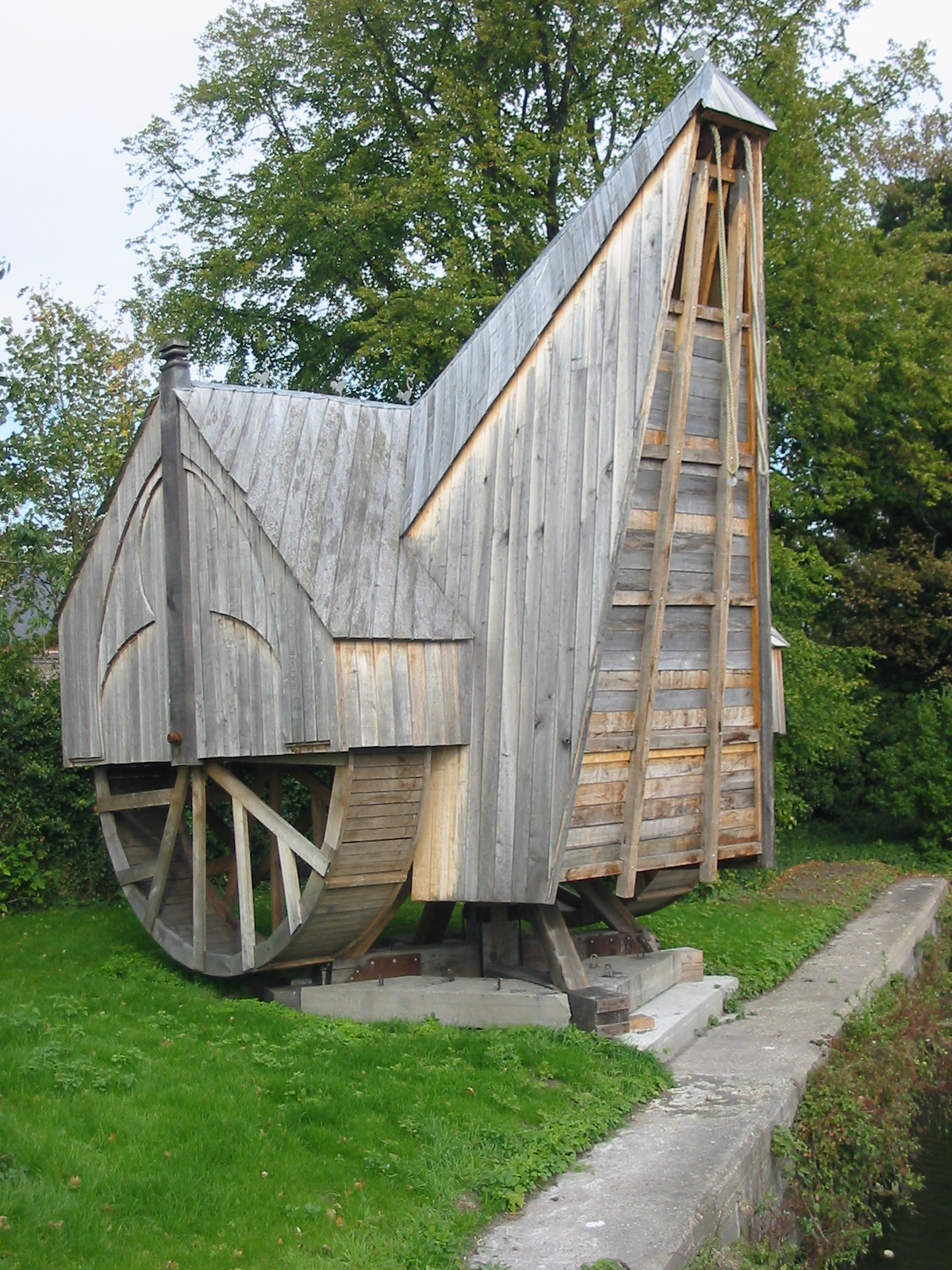
Reproducció d'una grua medieval

## Exemples moderns

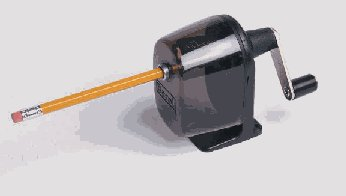
Maquineta de fer punta als llapis accionada amb maneta
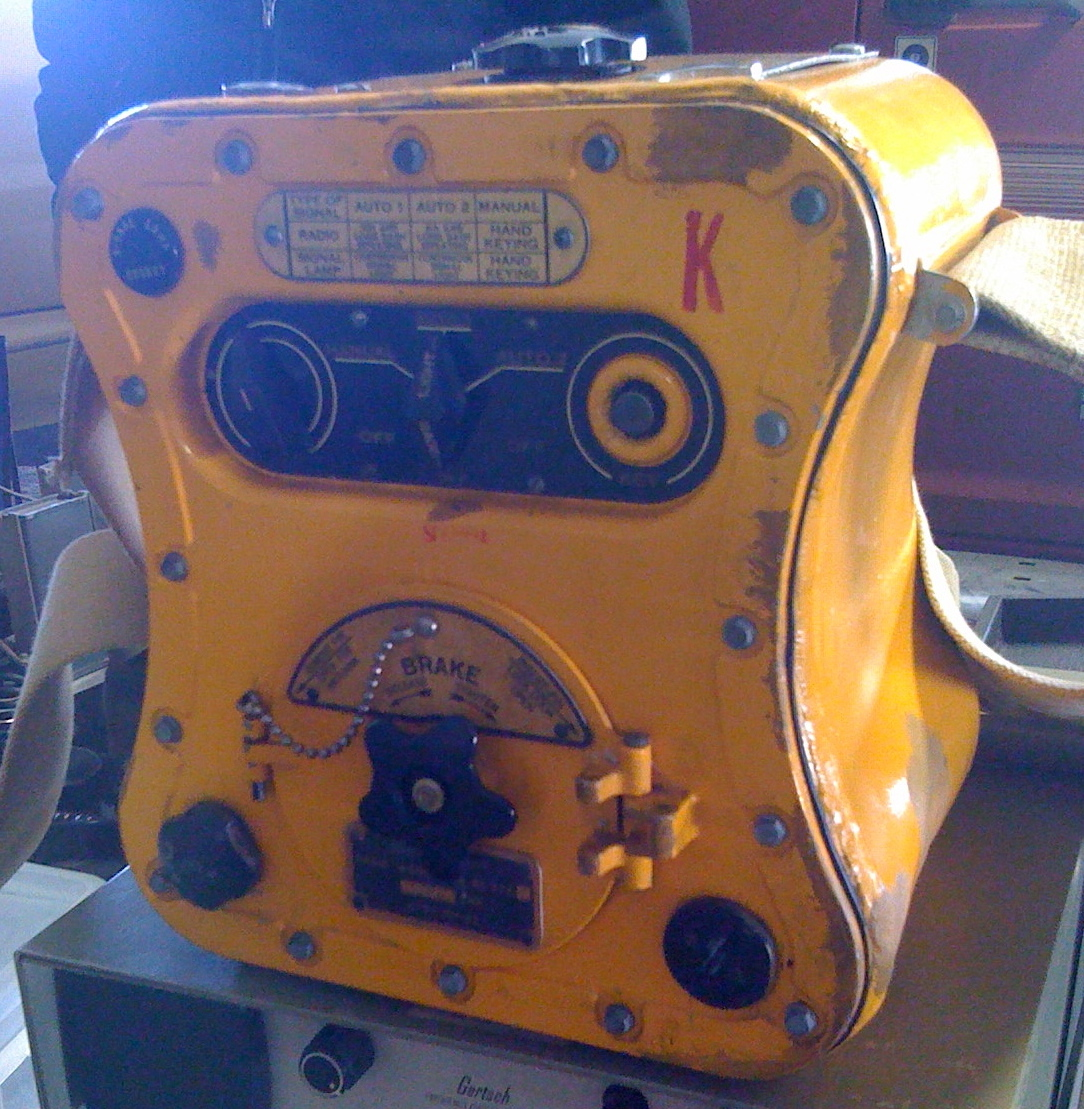
Radio emissor d'emergència. L'usuari la mantenia entre les cames (aprofitant la forma aguitarrada) i feia girar horitzontalment una maneta vertical (que no figura a la imatge).
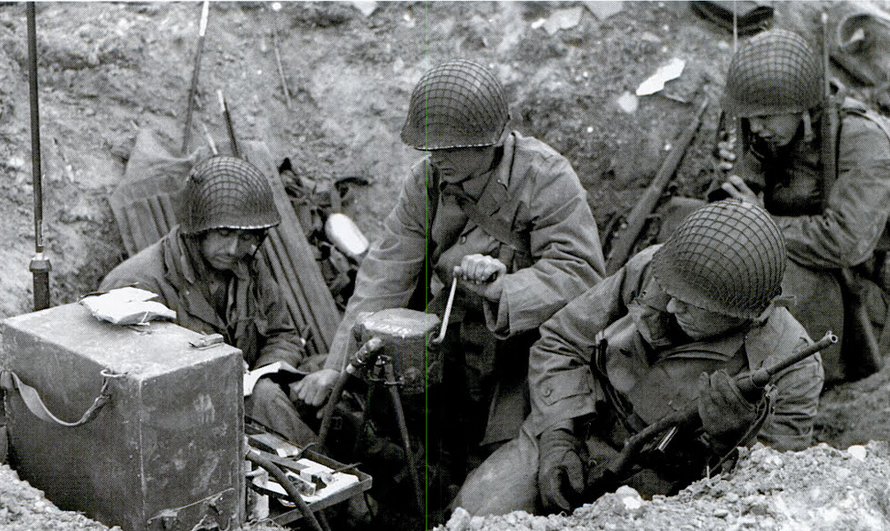
Generador elèctric accionat amb els braços (per a una radio-emissora)
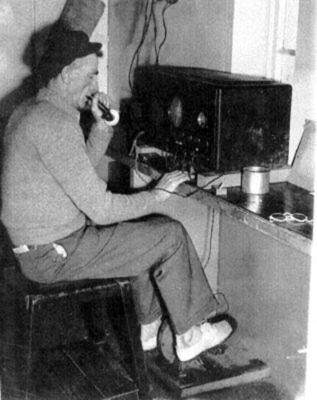
Generador elèctric accionat amb els peus (per a una radio-emissora)

## Joguines
Algunes joguines es basen en el moviment i requereixen una certa habilitat per part de l'infant (o la persona adulta) que practica el joc. En certs casos, l'accionament dels dispositius és repetitiu i mecànic.
Algunes de les joguines relacionades amb accionaments mecànics són les següents:
- Baldufa
- Brunzidor
- Brumidors manuals
- Diavolo
- Io-io
- Io-io de paper